# إلياس عوض الكريم مكي
ألياس عوض الكريم مكي (مواليد 12 يونيو 1992) هو عداء سوداني. حصل على الميدالية البرونزية في سباق 400 متر في بطولة العالم للشباب لألعاب القوى 2009 التي أقيمت في مدينة بريكسين الإيطالية.
.